# Libera (Antonella Ruggiero)
Libera è il primo album da solista di Antonella Ruggiero, pubblicato nel 1996.

## Descrizione
L'album, che vede il ritorno dell'ex voce del gruppo dei Matia Bazar, dopo 7 anni di silenzio e di assenza dalle scene musicali, è stato registrato tra l'India e l'Italia, un mix tra la cultura musicale occidentale e quella orientale, un inno alla libertà ritrovata. Le musiche di tutte le canzoni sono scritte da Antonella Ruggiero e Roberto Colombo, mentre tutti i testi portano la firma di Daniele Fossati.

## Tracce
1. La danza
2. Il canto dell'amore
3. Corale cantico
4. La filastrocca
5. Fare, fare
6. Il tempo che verrà
7. In the name of love
8. Nuova terra
9. In volo
10. La fabbrica
11. Il viaggio
12. Stella mia
13. In volo

## Formazione
- Antonella Ruggiero - voce
- Franco Cristaldi - basso
- Roberto Colombo - tastiera, programmazione
- Paolo Costa - basso
- Phil Palmer - chitarra
- Roberto Testa - batteria, percussioni
- Marcello Cosenza - chitarra
- Omkaram - mandolino, percussioni
- James Brandley - batteria
- Riccardo Sistili - chitarra
- Satya Narayan Mishra - tabla
- Appa Rao - sitar, shenai
- Laxman Rao - tabla
- Bala - dholak, percussioni
- Emilio Costantini - clarinetto
- Sudhakar - flauto
- Sanjeev Kumar, Silvio Pozzoli - cori